# Kare
Pour les articles homonymes, voir Kare (homonymie).
Kare (en serbe cyrillique : Каре) est un village de Serbie situé dans la municipalité de Žitorađa, district de Toplica. Au recensement de 2011, il comptait 32 habitants.

## Démographie
| 1948 | 1953 | 1961 | 1971 | 1981 | 1991 | 2002 | 2011 |
| ---- | ---- | ---- | ---- | ---- | ---- | ---- | ---- |
| 252  | 249  | 212  | 118  | 98   | 88   | 54   | 32   |

|  |